# Baignolet
Baignolet foi uma comuna francesa na região administrativa do Centro, no departamento Eure-et-Loir. Estendia-se por uma área de 10,4 km². Em 2010 a comuna tinha 130 habitantes (densidade: 12,5 hab./km²).
Em 1 de janeiro de 2016, passou a formar parte da nova comuna de Éole-en-Beauce.